# Bruce MacVittie
Bruce James MacVittie (14 de octubre de 1956 - 7 de mayo de 2022) fue un actor estadounidense. Era conocido por interpretar a Danny Scalercio en la cuarta temporada de Los Soprano, Mickey Mack en Million Dollar Baby y el Detective Eastman en Lonely Hearts.

## Primeros años
MacVittie nació en Providence, Rhode Island, el 14 de octubre de 1956.

## Carrera
MacVittie hizo apariciones especiales en programas de televisión, incluidos Miami Vice, The Equalizer, L. A. Law, homicide: Life on the Street, Sex and the City, Oz, The Unit, Numb3rs, Blue Bloods y Chicago Med.
En 2002, MacVittie apareció como Danny Scalerio en la serie de televisión dramática de HBO Los Soprano para su cuarta temporada. Apareció como Mickey Mack en la película dramática deportiva ganadora del Premio de la Academia de 2004 Million Dollar Baby, con Clint Eastwood, Hilary Swank y Morgan Freeman.

## Vida personal
En 1997, MacVittie estuvo casado con Carol Ochs hasta su muerte 25 años después, en 2022.

### Muerte
MacVittie murió el 7 de mayo de 2022 en la ciudad de Nueva York. Tenía 65 años. En una entrevista, Al Pacino dijo: "Sus actuaciones siempre fueron brillantes y crepitantes; un corazón y una alegría de ver. Era la encarnación del actor en apuros en la ciudad de Nueva York, y lo hizo funcionar".

## Filmografía

### Películas
| Año  | Título                    | Papel                                  | Notas                           |
| ---- | ------------------------- | -------------------------------------- | ------------------------------- |
| 1981 | The Chosen                | Bully                                  |                                 |
| 1984 | The Cotton Club           | Vince Hood                             |                                 |
| 1988 | Vibes                     | Tony                                   |                                 |
| 1989 | The January Man           | Rip                                    |                                 |
| 1989 | Nacido el cuatro de julio | Paciente #2                            |                                 |
| 1991 | Queens Logic              | Sobrino de Joey Clams                  |                                 |
| 1991 | He Said, She Said         | Lou el florista                        |                                 |
| 1991 | The Doors                 | Estudiante de UCLA                     |                                 |
| 1991 | Deceived                  | Hombre de seguridad social             |                                 |
| 1995 | Stonewall                 | Vinnie                                 |                                 |
| 1997 | El pacificador            | DOE Helo Tech                          |                                 |
| 1998 | O.K. Garage               | Chuck                                  |                                 |
| 1998 | 54                        | Productor musical                      |                                 |
| 1998 | Hi-Life                   | Cluck                                  |                                 |
| 2000 | Where the Money Is        | Karl                                   |                                 |
| 2001 | Hannibal                  | Técnico del FBI con la carta de Lecter |                                 |
| 2004 | Million Dollar Baby       | Mickey Mack                            |                                 |
| 2004 | 2BPerfectlyHonest         | Peter                                  |                                 |
| 2006 | Lonely Hearts             | Detective Eastman                      |                                 |
| 2006 | Bernard and Doris         | Doctor                                 |                                 |
| 2006 | Just Like the Son         | Bill                                   |                                 |
| 2009 | Brooklyn's Finest         | Padre Scarpitta                        | Acreditado como Bruce Macvittie |
| 2013 | Ass Backwards             | Dueño del club                         |                                 |
| 2019 | The Last Full Measure     | Senador Martín Clayborne               |                                 |
| 2022 | Call Jane                 | Director Richardson                    |                                 |
| 2022 | El ángel de la muerte     | Malcolm Burrel                         |                                 |

### Televisión
| Año       | Título                       | Papel                    | Notas                                                    |
| --------- | ---------------------------- | ------------------------ | -------------------------------------------------------- |
| 1985      | Miami Vice                   | Officer David Blakeney   | Episodio: "Whatever Works"                               |
| 1985      | The Equalizer                | Officer Frank Sergi      | Episodio: "Lady Cop"                                     |
| 1990      | Night Visions                | Starks                   | Television film                                          |
| 1991–2006 | Law & Order                  | Various                  | 7 episodios                                              |
| 1993      | L.A. Law                     | Andrew Varney            | Episodio: "Bourbon Cowboy"                               |
| 1994      | Apocalipsis                  | Ace-High                 | Episodios: "The Betrayal" y "The Stand"                  |
| 1997      | homicide: Life on the Street | Larry Biedron            | Episodio: "The Subway"                                   |
| 1998      | Sex and the City             | Allan Miller             | Episodio: "The Man, the Myth, the Viagra"                |
| 1999      | Oz                           | Strauch                  | Episodio: "Unnatural Disasters"                          |
| 2002      | Los Soprano                  | Danny Scalercio          | 5 episodios                                              |
| 2006      | The Unit                     | Mark Harris              | Episodio: "Unannounced"                                  |
| 2007      | The Black Donnellys          | Lambert                  | Episodios: "When the Door Opens" y "Wasn't That Enough?" |
| 2007      | Así nos ven                  | Congressman Randal Amato | Episodio: "The Art of Reckoning"                         |
| 2011      | Body of Proof                | Mr. Swanson              | Episodio: "Pilot"                                        |
| 2011      | Person of Interest           | Defense Attorney         | Episodio: "Pilot"                                        |
| 2018      | Blue Bloods                  | Lee McByrne              | Episodio: "Second Chances"                               |
| 2018      | Chicago Med                  | Vic Thomas               | Episodio: "Born This Way"                                |
| 2019      | Así nos ven                  | Detective Hartigan       | Episodio: "Part One"                                     |
| 2022      | Bull                         | Ruben Ware               | Episodio: "Safe Space"                                   |

### Videojuegos
| Year | Title                                  | Role                          | Notes                           |
| ---- | -------------------------------------- | ----------------------------- | ------------------------------- |
| 2004 | Red Dead Revolver                      | Cowboy, Holstein Hal, Guardia |                                 |
| 2005 | Grand Theft Auto: Liberty City Stories | Tío Leone, Pedestrian         |                                 |
| 2010 | Red Dead Redemption                    | Clyde Evans                   | Acreditado como Bruce Macvittie |
| 2013 | Grand Theft Auto V                     | Población local               |                                 |